# Освета (кратки филм из 2019)
„Освета” је српски краткометражни филм из 2019. године.
Филм је имао премијеру на Равно Село филм фестивалу, а приказан је још и на Филмском фестивалу у  Лондону, фестивалу “Филмски фронт” у  Новом Саду,  Ваљевском филмском фестивалу, фестивалу у Мотовуну (Истра) у  Хрватској и у  Београду у КЦ “Стари град”. Најзначајнији успех постигао је пласманом, као једини српски представник, на истакнутом филмском фестивалу “Онтарио Интернатионал Филм Фестивал 2020” у  Торонту у  Канади у конкуренцији од 12 филмова из целог света.

## Радња
Након силовања његове девојке, Никола се заветује да ће пронаћи човека који је то учинио и убити га.

## Улоге
| Глумац             | Улога     |
| ------------------ | --------- |
| Јован Вељковић     | Никола    |
| Андријана Ђорђевић | Марија    |
| Dániel Dudás       | Плави     |
| Александар Сарапа  | пролазник |